# Vladimir Lobanov
Vladimir Vladimirovič Lobanov (in russo Владимир Владимирович Лобанов?; 26 dicembre 1953 – 29 agosto 2007) è stato un pattinatore di velocità su ghiaccio sovietico, dal 1991 russo.

## Palmarès

### Olimpiadi
- 1 medaglia:
  - 1 bronzo (Lake Placid 1980 nei 1000 metri)